# Kōnosuke Uda
Kōnosuke Uda (宇田 鋼之介?, Uda Kōnosuke; Shizuoka, 1º febbraio 1966) è un regista giapponese che ha diretto principalmente anime.
È famoso principalmente per la regia dell'anime di One Piece e per aver diretto qualche episodio di Sailor Moon.

## Lavori
- Galaxy Express 999 (film): regista
- Gegege no Kitarō (anime del 1996): regista degli episodi 44, 59, 65
- Ginga e Kickoff!! (anime del 2012): regista
- Kakyuusei (anime): storyboard dell'episodio 9
- Kindaichi shōnen no jikenbo (anime): regista degli episodi
- Kingyo Chūihō! (anime): regista degli episodi
- Lovely Complex (anime del 2007): regista della serie, regista dell'episodio 1
- One Piece:
  - Anime del 1999: regista della serie, regista degli episodi
  - One Piece: Trappola mortale (film del 2003): regista
  - One Piece: I misteri dell'isola meccanica (film del 2006): regista
- Sailor Moon
  - Sailor Moon R (anime del 1993): storyboard degli episodi 70, 81, 86 e 89, regista degli episodi 61, 70, 81, 86 e 89
  - Sailor Moon S (anime del 1994): storyboard degli episodi 96, 113 e 120, regista degli episodi 96, 113, 120, 125, aiuto regista degli episodi 90, 96, 100, 113, 120, 122, 125
  - Sailor Moon SuperS (anime del 1995): Regista degli episodi 1, 2, 148 e 155
  - Sailor Moon SuperS (film): Aiuto regista
- Niji-iro hotaru: Eien no natsu yasumi
- Ranma ½ (anime del 2024): regista